# Pulaski (Virginia)
Pulaski település az Amerikai Egyesült Államok Virginia államában, Pulaski megyében, melynek megyeszékhelye is. Lakosainak száma 8985 fő (2020. április 1.).

## Népesség
A település népességének változása:

| 2010 | 9 086 |
| 2020 | 8 985 |